# レアル・ソシエダの選手一覧
レアル・ソシエダの選手一覧は、スペインのサッカークラブ、レアル・ソシエダに在籍しているまたは過去に在籍したことのある選手の一覧。

## 歴代所属選手

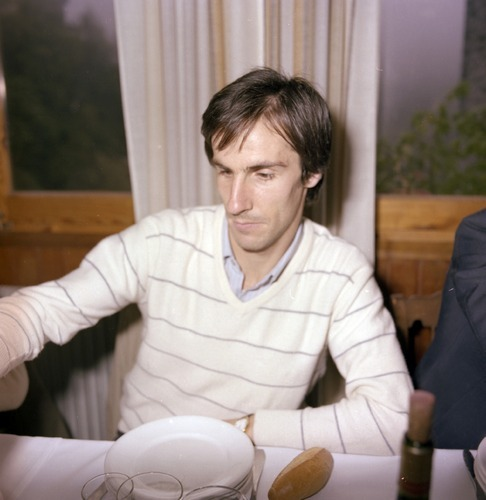
アルベルト・ゴリス 歴代最多出場である599試合出場を果たした。
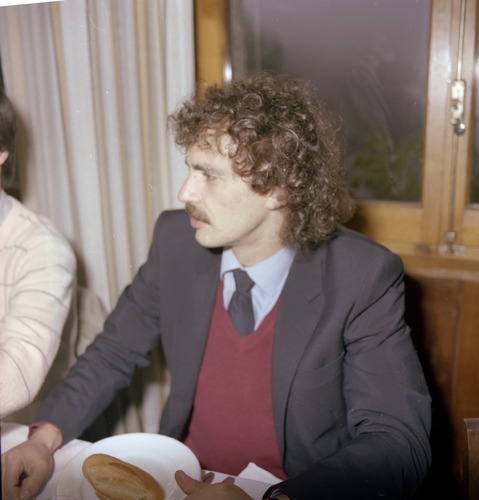
ヘスス・マリア・サトゥルステギ 歴代最多得点である163ゴールを挙げた。
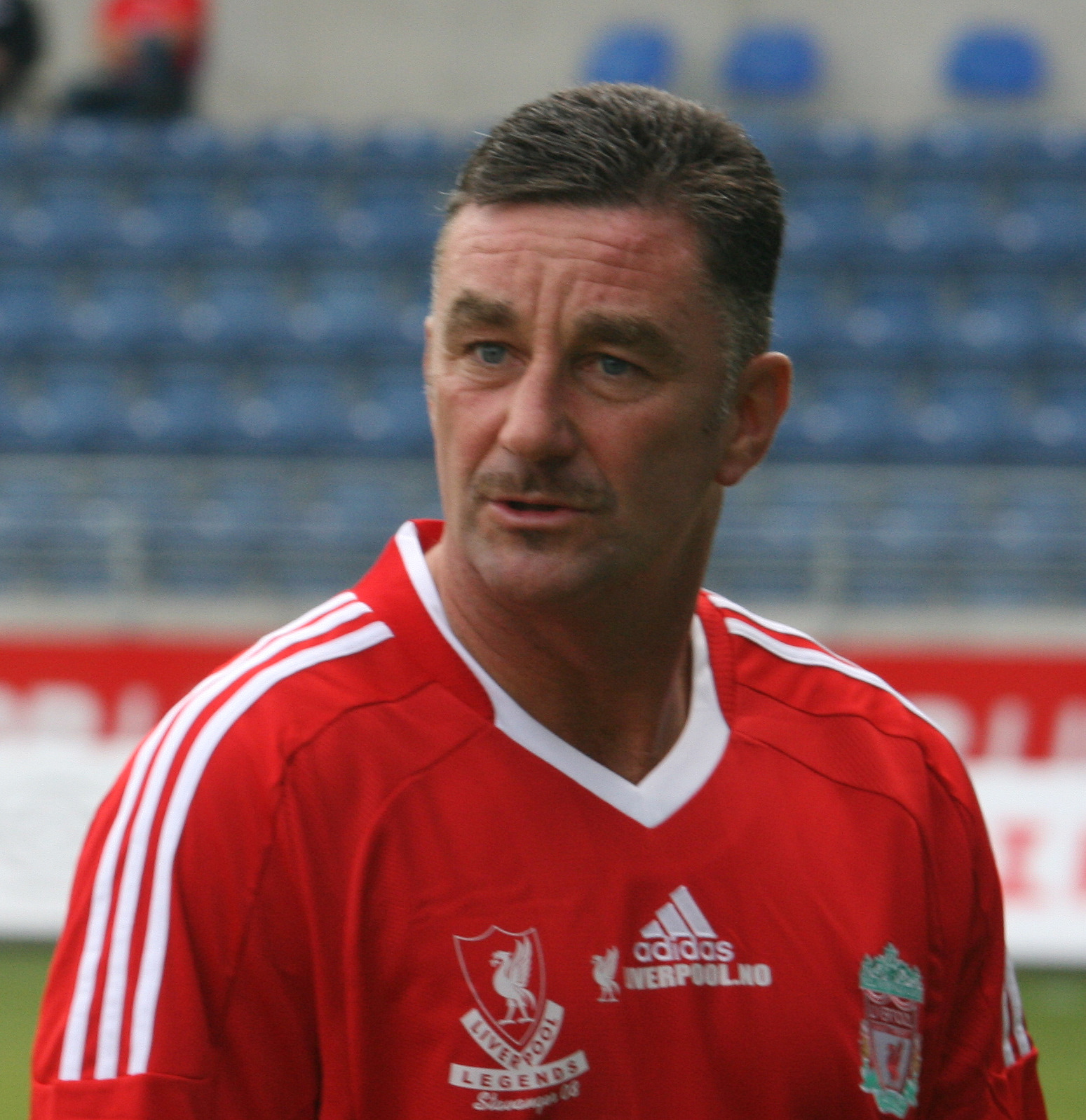
ジョン・オルドリッジ クラブ史上初の外国人選手。
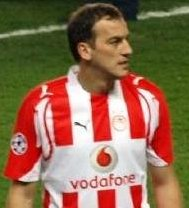
ダルコ・コバチェビッチ 外国人での歴代最多出場である284試合に出場し、歴代最多得点である107ゴールを挙げた。
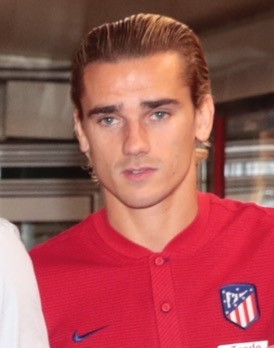
アントワーヌ・グリーズマン 2014年にアトレティコ・マドリードへと移籍したが、その時にレアル・ソシエダへ支払われた移籍金はクラブレコードの5400万ユーロ

### GK
| - イグナシオ・エイサギーレ 1936-1941, 1950-1956 - ホセ・アラキスタイン 1959-1961 - ホセ・ラモン・エスナオラ 1965-1973 - ルイス・アルコナーダ 1974-1989 - マティアス・アスパー 2000-2002 | - サンデル・ヴェステルフェルト 2001-2004 - アシエル・リエスゴ 2002-2010 - クラウディオ・ブラーボ 2006-2014 - ヘロニモ・ルジ 2014-2016, 2016-2020 - アレックス・レミロ 2019- | - マシュー・ライアン 2021-2022 |

### DF
| - マリアーノ・アラテ 1911-1924 - アルベルト・ゴリス 1978-1993 - フアン・アントニオ・ララニャガ 1980-1994 - ミゲル・フエンテス 1987-2001 - ミケル・ラサ 1988-1992 - アグスティン・アランサバル 1992-2004 - ミゲル・ラミレス 1994-1995 - フアン・ゴメス 1996-2000 - アイトール・ロペス・レカルテ 1997-2007 - ビョルン・トーレ・クヴァルメ 2001-2004 | - ルイス・アルベルト 2001-2005 - ガブリエル・シュレール 2002-2004 - ハビエル・ガリード 2003-2007 - アルベルト・デ・ラ・ベジャ 2009-2018 - ヴァディム・デミドフ 2011-2012 - リアシヌ・カダムロ 2011-2015 - イニゴ・マルティネス 2011-2018 - アレハンデル・カジェンス 2014 - ディエゴ・レジェス 2015-2016 - エクトル・モレノ 2018-2019 | - テオ・エルナンデス 2018-2019 - アリツ・エルストンド 2016- - アルバロ・オドリオソラ 2017-2018 - ディエゴ・ジョレンテ 2017-2020 - ケヴィン・ロドリゲス 2017-2022 - ロビン・ル・ノルマン 2018- |

### MF
| - ホセ・ディエゴ 1974-1985 - ホセ・マリア・バケーロ 1980-1988 - ビトール・アルキサ 1991-1994, 2003-2005 - カルロス・シャビエル 1991-1994 - オセアノ・ダ・クルス 1991-1994 - フランシスコ・ハビエル・デ・ペドロ 1993-2004 - ホセバ・エチェベリア 1994-1995 - ヴァレリー・カルピン 1994-1996, 2002-2005 - ホーカン・ミルド 1996-1998 - ムティウ・アデポジュ 1996-2000 - ミケル・アランブル 1996-2012 | - ディートマー・キューバウアー 1997-2000 - ホセ・バルケーロ 1998-2006 - ドミトリー・ホフロフ 1999-2003 - タイフン・コルクト 2000-2003 - イゴール・ガビロンド 2000-2006 - シャビ・アロンソ 2001-2004 - ミケル・アルテタ 2004-2005 - マルク・ゴンサレス 2005-2006 - ダリボル・ステヴァノヴィッチ 2006-2008 - モハ 2008-2009 - アシエル・イジャラメンディ 2008-2013, 2015- | - マクドナルド・マリガ 2011-2012 - チョリ・カストロ 2012-2016 - ミケル・メリーノ 2018- - マルティン・ウーデゴール 2019-2020 - ダビド・シルバ 2020- - ブライス・メンデス 2022- - 久保建英 2022- |

### FW
- パコ・ビエンソバス 1926-1934, 1940-1942
- ヘスス・マリア・サトゥルステギ 1973-1986
- ロペス・ウファルテ 1975-1987
- チキ・ベギリスタイン 1982-1988
- ジョン・オルドリッジ 1988-1991
- ヨン・アンドニ・ゴイコエチェア 1988-1990
- ダリアン・アトキンソン（英語版） 1990-1991
- メホ・コドロ 1991-1995
- ゲオルゲ・クライオヴェアヌ 1995-1998
- イゴール・ツビタノヴィッチ 1997-1999
- リカルド・サ・ピント 1997-2000
- エドガラス・ヤンカウスカス 1999-2002
- ホセバ・ジョレンテ 2000-2003, 2010-2013
- ゲオルギ・デメトラーゼ 2001-2003
- ニハト・カフヴェジ 2002-2006
- ダルコ・コバチェビッチ 2002-2007
- ディアス・デ・セリオ 2005-2009
- モルテン・スコウボ 2006-2008
- イマノル・アギレチェ（英語版） 2006-2018
- アンドリヤ・デリバシッチ 2007-2008
- ネジャティ・アテシュ（英語版） 2008-2009
- セバスティアン・アブレウ 2009
- カルロス・ブエノ（英語版） 2009-2010
- エミリオ・エンスエ 2009-2010
- アントワーヌ・グリーズマン 2009-2014
- ディエゴ・イフラン（英語版） 2010-2015
- カルロス・ベラ 2011-2012
- ハリス・セフェロヴィッチ 2013-2014
- アルフレズ・フィンボガソン 2014-2016
- ブルマ 2015-2016
- ミケル・オヤルサバル 2015-
- ウィリアン・ジョゼ 2016-2022
- アドナン・ヤヌザイ 2017-2022
- アレクサンデル・イサク 2019-2022
- アレクサンダー・セルロート 2021-2023
- モハメド＝アリ・チョー 2022-2023
- ウマル・サディク 2022-